# Arnellia
Arnellia, monotipski biljni rod jedini u porodici Arnelliaceae kojemu pripada vrsta A. fennica. Porodici Arnelliaceae nekada su pripisivani rodovi Lindigella Trevis.,  i Lindigina Gottsche

## Sinonimi
- Lindigella liebmaniana (Lindenb. & Gottsche) Trevis. = Gongylanthus liebmanianus (Lindenb. et Gottsche) Steph.[1]
- Lindigella muelleri (Gottsche) Trevis. = Gongylanthus muelleri (Gottsche) Steph.[2]
- Lindigina granatensis Gottsche = Gongylanthus granatensis (Gottsche) Stephani[3]
- Lindigina liebmaniana (Lindenb. & Gottsche) Gottsche ex Mitt. = Gongylanthus liebmannianus (Lindenb. & Gottsche) Stephani[3]
- Lindigina renifolia Mitt. = Gongylanthus reniformis (Mitt.) Stephani[3]
- Lindigina scariosa (Lehm.) Mitt. = Gongylanthus scariosus (Lehm.) Stephani[3]